# Норполов, Эдуард Доржиевич
Эдуард Доржиевич Норполов (27 октября 1995, Цаган-Челутай, Могойтуйский район, Россия — 4 октября 2022, Харьковская область, Украина) — российский военнослужащий. Герой Российской Федерации (2022, посмертно).

## Биография
Родился 27 октября 1995 года в селе Цаган-Челутае Могойтуйского района Забайкальского края.
В 2013 году поступил в Дальневосточное высшее общевойсковое командное училище, которое окончил в 2018 году с отличием.
После окончания училища в 2018 году назначен командиром взвода 59-й отдельной мотострелковой бригады (с конца 2018 года — 127-й мотострелковой дивизии). Через полтора года назначен командиром группы специального назначения 14-й отдельной бригады специального назначения.
С 24 февраля 2022 года участвовал в российском вторжении на Украину. Участник боёв за аэропорт Гостомель и Чернобыльскую АЭС. В апреле был назначен командиром 3-й роты своей бригады, сражался на Харьковском направлении. С сентября — командир 1-й роты. 4 октября Норполов был убит снайпером.
Во время вторжения на Украину Норполов был трижды представлен к ордену Мужества, а также к медали «За отвагу», но указов о награждении издано не было.
Указом президента России за мужество, героизм и безупречное командование было присвоено звание «Герой Российской Федерации».

## Награды
- Герой Российской Федерации (2022, посмертно)